# Émile Claus
Émile Claus, född 27 augusti 1849, död 14 juni 1929, var en belgisk konstnär.
Claus var främst verksam som friluftsmålare, och hämtade i första hand sina motiv från hemtrakterna i Flandern.
Émile Claus är representerad på Göteborgs konstmuseum med målningen Sommarmorgon.